# Kníje
Kníje (zastarale Knie, lidově Knije a Knej) jsou malá vesnice, část obce Úlice v okrese Plzeň-sever v Plzeňském kraji. Nachází se asi 2,5 kilometru východně od Úlice. Je zde evidováno 14 adres. V roce 2011 zde trvale žilo 15 obyvatel.
Kníje jsou také název katastrálního území o rozloze 1,96 km2.

## Historie
První písemná zmínka o vesnici pochází z roku 1379.

## Obyvatelstvo
| Rok            | 1869 | 1880 | 1890 | 1900 | 1910 | 1921 | 1930 | 1950 | 1961 | 1970 | 1980 | 1991 | 2001 | 2011 | 2021 |
| -------------- | ---- | ---- | ---- | ---- | ---- | ---- | ---- | ---- | ---- | ---- | ---- | ---- | ---- | ---- | ---- |
| Počet obyvatel | 87   | 103  | 122  | 108  | 103  | 122  | 107  | 54   | 38   | 46   | 28   | 21   | 12   | 15   | 22   |
| Počet domů     | 13   | 17   | 18   | 18   | 17   | 18   | 20   | 14   | 10   | 11   | 9    | 7    | 9    | 10   | 11   |

## Obecní správa
Při sčítání lidu v letech 1869–1950 Kníje byly samostatnou obcí v okrese Stříbro. V letech 1961–1965 byly částí obce Doubrava v okrese Plzeň-sever. Od 1. ledna 1966 jsou částí obce Úlice v okrese Plzeň-sever.